# Андре Голланд
Андре Голланд (англ. André Holland; нар. 28 грудня 1979, Бессемер, Алабама, США) — американський актор, відомий ролями в серіалах «Лікарня Нікербокер», «Американська історія жаху».

## Біографія
Андре Голланд народився та виріс у Бессемері, Алабама. Його батьки працювали на заводі, а дідусь був проповідником. Навчався в Католицькій середній школі Джона Керролла, вищу освіту здобув у Університеті штату Флорида та Нью-Йоркському університеті.

## Кар'єра
У телевізійних проектах Голланд почав з'являтися у 2006. У 2009 в Андре була невеличка роль у романтичній комедії «Війна наречених», а у 2011 знявся в фільмі «Яскраві прудкі маленькі створіння». У 2012—А2013 виконував роль прес-секретаря Білого дому Маршалла Меллоя.
Спортивна біографічна драма «42» розповідає про першого афроамериканського гравця Вищої бейсбольної ліги Джекі Робінсоні. У цій стрічці Голланд виконав роль спортивного журналіста. Наступного року у драмі «Чорне чи біле» актор з'явився наркозалежним Реґґі Девісом і зіграв американського політика, активіста Ендрю Янга в історичному фільмі «Сельма». У серіалі «Лікарня Нікербокер» Андре виконував роль амбіційного хірурга Елджерона Едвардса. У 2016 актор приєднався до основного складу шостого сезону серіалу «Американська історія жаху», а також зіграв Кевіна в драмі «Місячне сяйво», яка була високо оцінена критиками та здобула велику кількість кінонагород.
У 2017 Андре Голланда було затверджено на роль у психологічному серіалі жахів «Касл-Рок».

## Фільмографія
| Рік       |    | Українська назва                  | Оригінальна назва               | Роль                                               |
| --------- | -- | --------------------------------- | ------------------------------- | -------------------------------------------------- |
| 2006      | с  | Закон і порядок                   | Law & Order                     | Девід (Епізод: "Public Service Homicide")          |
| 2007      | с  | Брати Доннеллі                    | The Black Donnellys             | Франк Томас (Епізод: "Wasn't That Enough?")        |
| 2007      | тф | Новини                            | The News                        | Дешон Баркетт                                      |
| 2008      | ф  |                                   | Sugar                           | Бред                                               |
| 2008      | ф  | Диво святої Анни                  | Miracle at St. Anna             | рядовий Нідлз                                      |
| 2008      | ф  |                                   | Last Call                       | Піт                                                |
| 2009      | ф  | Війна наречених                   | Bride Wars                      | DJ Jazzles                                         |
| 2009      | кф |                                   | Us: A Love Story                | жертва                                             |
| 2009      | тф | Втрачений та знайдений            | Lost & Found                    | Гейл Діксон                                        |
| 2010      | тф | Досьє детектива Рокфорда          | The Rockford Files              | Мартін                                             |
| 2010      | с  | Сутичка                           | Damages                         | менеджер банку (Епізод: "You Haven't Replaced Me") |
| 2011      | ф  | Яскраві прудкі маленькі створіння | Small, Beautifully Moving Parts | Леон                                               |
| 2011      | с  | Секс по дружбі                    | Friends with Benefits           | Джуліан Фіцджеральд (13 серій)                     |
| 2011      | с  | Чорна мітка                       | Burn Notice                     | Діон Карвер (Епізод: "Breaking Point")             |
| 2012      | кф |                                   | Nobody's Nobody's               | Джейсон                                            |
| 2012—2013 | с  | Пенсильванія-авеню, 1600          | 1600 Penn                       | Маршалл Меллой (13 серій)                          |
| 2013      | ф  | 42                                | 42                              | Венделл Сміт                                       |
| 2014      | ф  | Чорне чи біле                     | Black or White                  | Реґґі Девіс                                        |
| 2014      | ф  | Сельма                            | Selma                           | Ендрю Янг                                          |
| 2014—2015 | с  | Лікарня Нікербокер                | The Knick                       | Елджерон Едвардс (20 серій)                        |
| 2016      | ф  | Місячне сяйво                     | Moonlight                       | Кевін                                              |
| 2016      | с  | Американська історія жаху: Роенок | American Horror Story: Roanoke  | Метт Міллер (10 серій)                             |
| 2018      | с  | Касл-Рок                          | Castle Rock                     | Генрі (10 серій)                                   |
| 2018      | ф  | Складки часу                      | A Wrinkle in Time               | Дженкінс                                           |
| 2019      | ф  |                                   | High Flying Bird                | Рей Берк                                           |
| 2019      | кф | Битва біля Біг-Року               | Battle at Big Rock              | Деніс                                              |
| 2020      | с  |                                   | The Eddy                        | Елліот Удо (8 серій)                               |
| 2021      | ф  | Поміжжя                           | Passing                         | Брайан Редфілд                                     |
| 2022      | ф  | Разом з кістками                  | Bones & All                     | Френк                                              |
| 2024      | ф  |                                   | Shirley                         | Волтер Фоунтрой                                    |
| 2024      | мс | Термінатор: Зеро                  | Terminator Zero                 | Малкольм Лі (8 серій)                              |